# Праделе (Сондрио)
Праделе је насеље у Италији у округу Сондрио, региону Ломбардија.
Према процени из 2011. у насељу је живело 508 становника. Насеље се налази на надморској висини од 1322 м.